# عاصفة لانهائية
عاصفة لانهائية هو فيلم أمريكي من إخراج مالجورزاتا سزوموسكا وبطولة نعومي واتس، صوفي أوكونيدو، بيلي هاول ودينيس أوهير. صدر الفيلم في 25 مارس 2022.